# NHK総合テレビ深夜アニメ枠
NHK総合テレビ深夜アニメ枠はNHK総合テレビジョンで放送されているテレビアニメ（深夜アニメ）番組枠について解説する。

## 概要
NHK総合テレビの深夜アニメ枠。2006年4月から2015年3月まではNHK-BSで先行放送されたアニメ（2006年11月から2007年3月までは特撮ドラマ）を放送していた。
2016年10月より製作委員会方式による新作アニメのレギュラー放送が開始される。当初は土曜23時台前半で放送されていたが、2018年4月の改編から月曜0時台（日曜深夜）、2022年4月改編にて日曜 0:00 - 0:25（土曜深夜）に移動した。

### 土曜23時台枠
この枠は「全日枠アニメ」「深夜アニメ」の両方に当てはまる時間となる。なお、放送時間は前後番組の延長・特別番組編成に伴い変更される場合もあった。
| 作品名                       | 放送期間                       | 製作局 | 備考                                 |
| ---------------------------- | ------------------------------ | ------ | ------------------------------------ |
| 3月のライオン（第1シリーズ） | 2016年10月8日 - 2017年3月18日  |        |                                      |
| 龍の歯医者                   | 2017年4月1日・4月8日           |        | BSプレミアム放送作品の地上波ネット。 |
| アトム ザ・ビギニング        | 2017年4月15日 - 7月8日         |        |                                      |
| THE REFLECTION               | 2017年7月15日 - 10月7日        |        |                                      |
| 3月のライオン（第2シリーズ） | 2017年10月14日 - 2018年3月31日 |        | 最終2話は連続放送。                  |

### 月曜0時台枠
前述したように2018年4月より土曜日から月曜0時台（日曜深夜）に新作深夜アニメ枠が移動した。
2020年3月まで関西地区では本来の放送時間に『まちけん参上!』（第1週のみ『ルソンの壺』）が放送されていたため、遅れネットの形となっていた（全国放送ではあるものの全国同時ネットではなかった）。

#### 月曜0時10分 - 35分枠
| 作品名                                        | 放送期間                                                        | 製作局                              | 備考 |
| 関西地区では0時50分から遅れネット。           | 関西地区では0時50分から遅れネット。                             | 関西地区では0時50分から遅れネット。 | 関西地区では0時50分から遅れネット。 |
| --------------------------------------------- | --------------------------------------------------------------- | ----------------------------------- | --- |
| ピアノの森（第1シリーズ）                     | 2018年4月9日 - 7月2日                                           |                                     | |
| つくもがみ貸します                            | 2018年7月23日 - 10月15日                                        |                                     | |
| ツルネ -風舞高校弓道部-                       | 2018年10月22日 - 2019年1月21日                                  |                                     | 当初は10月15日開始予定だったが、台風24号に伴う報道特番で10月1日の放送が休止となったため放送開始が繰り下げられた。 第2期は2023年1月期にUHFアニメとして放送。 |
| ピアノの森（第2シリーズ）                     | 2019年1月28日 - 4月15日                                         |                                     | 最終2話は連続放送（4月8日の放送が統一地方選に伴う特番編成で休止となったため）。 |
| これ以降、関西地区では0時45分から遅れネット。 |                                                                 |                                     | |
| 進撃の巨人 Season3（Part2）                   | 2019年4月29日 - 7月1日                                          | 毎日放送                            | |
| ヴィンランド・サガ                            | 2019年7月8日 - 12月30日                                         |                                     | 初回3話は連続放送（7月15日・22日の放送が第25回参議院議員通常選挙などによる特番編成で休止となったため）。 第2期は2023年1月期・4月期にUHFアニメとして放送。 |
| 映像研には手を出すな!                         | 2020年1月6日 - 3月23日                                          |                                     | |
| これ以降、全国同時ネット。                    |                                                                 |                                     | |
| キングダム（第3シリーズ）                     | 2020年4月6日 - 4月27日（初回） 2021年4月5日 - 10月18日（2回目） |                                     | 当初は月曜0時15分 - 40分に放送予定だったが、『聖火リレーデイリーハイライト』が2020年東京オリンピックの開催延期による聖火リレー延期に伴い、放送取りやめとなったため、2020年3月までの従前の時間（関西地区除く）での放送となった。 第5話以降はCOVID-19の影響により、中断。2021年4月期に第1話から改めて放送。 |
| 未来少年コナン（デジタルリマスター版）        | 2020年5月4日 - 11月2日                                          |                                     | |
| 進撃の巨人 The Final Season（Part 1）         | 2020年12月7日 - 2021年3月29日                                   | 毎日放送                            | 放送前の11月9日 - 30日は4週にわたってこれまでのシリーズをまとめた「特別総集編」が放送された。 第73話（2021年3月15日）は放送中に和歌山県で地震が発生し報道特別番組に切り替えられれため、翌週（3月22日）に2話連続放送とする措置が取られた。                                                                 |
| 進撃の巨人 The Final Season（Part 2）         | 2022年1月10日 - 4月4日                                          | 毎日放送                            | 放送前の2021年10月25日 - 12月13日はこれまでのシリーズをまとめた「特別総集編」が放送された。 |

#### 月曜0時35分 - 1時枠
| 作品名                               | 放送期間                 | 製作局   | 備考 |
| ------------------------------------ | ------------------------ | -------- | --- |
| 進撃の巨人 Season3（Part1）          | 2018年7月23日 - 10月15日 | 毎日放送 | 関西地区では1時15分から遅れネット。 第1期・第2期はUHFアニメとして本放送、NHKではその後BSプレミアムにて遅れて放送されている。 放送開始に先駆ける形で劇場版が7月3日（紅蓮の弓矢）・10日（自由の翼）・20日（覚醒の咆哮）にそれぞれテレビ放送された。 |
| 機動戦士ガンダム THE ORIGIN 赤い彗星 | 2019年4月29日 - 8月12日  |          | 関西地区では1時10分から遅れネット。 OVA・劇場公開作品の再編集版。 |

### 日曜0時台枠
| 作品名                    | 放送期間                      | 製作局     | 備考 |
| ------------------------- | ----------------------------- | ---------- | --- |
| キングダム（第4シリーズ） | 2022年4月10日 - 10月2日       |            | |
| 弱虫ペダル LIMIT BREAK    | 2022年10月9日 - 2023年3月26日 | テレビ東京 | 第4期まではテレビ東京系列にて放送。                                                                                             |
| TIGER & BUNNY 2           | 2023年4月2日 - 9月24日        |            | |
| オチビサン                | 2023年10月8日 - 2024年3月31日 |            | 5分枠の短編アニメ。放送時間は固定されていない。                                                                                 |
| 地球外少年少女            | 2023年11月12日 - 12月24日     |            | Netflix独占配信作品のテレビ放送。 12月3日はフィリピン付近で発生した地震に端を発した津波注意報発令による非常報道体制のため中止。 |
| キングダム（第5シリーズ） | 2024年1月14日 - 3月31日       |            | 当初は1月7日開始予定だったが、令和6年能登半島地震及び羽田空港地上衝突事故による非常報道体制により1週繰り下げとなった。          |

### 土曜23時45分枠
| 作品名                   | 放送期間                      | 製作局 | 備考                              |
| ------------------------ | ----------------------------- | ------ | --------------------------------- |
| 烏は主を選ばない         | 2024年4月6日 - 9月21日        |        |                                   |
| チ。-地球の運動について- | 2024年10月5日 - 2025年3月15日 |        | 初回2話は連続放送。               |
| GAMERA -Rebirth-         | 2025年4月5日 -                |        | Netflix独占配信作品の再編集版。   |
| SAND LAND: THE SERIES    | 2025年6月28日（予定） -       |        | Disney+独占配信作品のテレビ放送。 |

### 過去の深夜24時以降放送作品
2006年4月7日から下記の作品が放送された。
- SAMURAI 7
  - 金曜24:30枠 2006年04月07日 - 2006年09月08日
  - 金曜25:10枠 2006年09月15日 - 2006年11月10日
- 生物彗星WoO（特撮ドラマ）
  - 金曜25:10枠 2006年11月17日 - 2007年03月16日
- 彩雲国物語
  - 金曜25:10枠 2007年04月20日 - 2008年03月14日
  - 土曜24:55枠 2008年04月05日 - 2009年03月14日
- タイタニア
  - 木曜24:45枠 2009年04月02日 - 2009年09月24日
- グイン・サーガ
  - 木曜24:45枠 2009年10月01日 - 2010年03月18日
- 花咲ける青少年
  - 水曜25:00枠 2010年03月31日 - 2011年03月09日
- GIANT KILLING
  - 月曜25:05枠 2011年04月04日 - 2011年10月24日
- 心霊探偵 八雲
  - 月曜25:05枠 2011年10月31日 - 2012年02月20日
- へうげもの
  - 日曜25:10枠 2012年04月08日 - 2013年03月24日
- キングダム
  - 日曜25:10枠 2013年04月07日 - 2014年01月19日 第1期
  - 金曜26:10枠 2014年04月04日 - 2015年03月06日 第2期
- 英国一家、日本を食べる
  - 水曜24:40枠 2015年04月15日 - 2015年11月04日
- サンダーバード ARE GO
  - 水曜24:40枠 2015年11月11日 -  ※本放送は土曜17:35枠